# Damon Jackson
Damon Blake Jackson (8 de agosto de 1988, Durant, Oklahoma, Estados Unidos) es un artista marcial mixto profesional estadounidense que compite actualmente en el peso pluma de Ultimate Fighting Championship. Profesional desde 2012, compitió para Bellator MMA y King of the Cage y fue el antiguo campeón interino de peso pluma de Legacy Fighting Alliance. Se retiró de las MMA el 17 de noviembre del 2024

## Antecedentes
Nacido en Oklahoma, empezó a luchar desde muy joven y tenía mucho talento. En la escuela secundaria, también compitió en béisbol y corrió a campo traviesa y pista. Fue subcampeón estatal antes de continuar su carrera en el Colegio de Missouri Valley, donde fue un All-American y tuvo un quinto puesto en el torneo nacional en 2012. Poco después, comenzó a practicar artes marciales mixtas.

## Carrera en las artes marciales mixtas

### Carrera temprana
Tuvo un récord de MMA amateur de 6-1 antes de hacer su debut profesional en septiembre de 2012, ganando vía TKO en el primer asalto. Él pasaría a ganar sus próximos dos combates, ambos a través de la sumisión.

### Bellator MMA
Debutó para Bellator el 24 de enero de 2013 en Bellator 86 contra Zac Church. Ganó el combate por sumisión en el segundo asalto.
El 19 de junio de 2013, derrotó a Keith Miner por TKO en el primer asalto en Bellator 96, mejorando su récord a 6-0.

### Legacy Fighting Championship
En octubre de 2013, luchó y derrotó a Javier Obregon por sumisión en el segundo asalto en Legacy FC 24.
Ganaría su siguiente combate por sumisión en el primer asalto en Legacy FC 28 contra Hunter Tucker el 21 de febrero de 2014.
Luego se enfrentó al veterano de WEC y UFC Leonard Garcia por el Campeonato de Peso Pluma de Legacy FC en Legacy FC 33 el 18 de julio de 2014. Ganó el combate por sumisión en el primer asalto.

### Ultimate Fighting Championship
Entrando como reemplazo tardío de un lesionado Justin Edwards, se enfrentó a Yancy Medeiros en UFC 177 el 30 de agosto de 2014. Perdió el combate por sumisión en el segundo asalto.
Se enfrentó a Rony Jason el 30 de mayo de 2015 en UFC Fight Night: Condit vs. Alves. Perdió el combate por sumisión en el primer asalto. El 18 de junio de 2015, se anunció que Jason dio positivo por hidroclorotiazida, que es un diurético prohibido, por lo que su victoria por sumisión contra Jackson fue anulada y recibió una suspensión de nueve meses.
Se enfrentó a Levan Makashvili el 30 de enero de 2016 en UFC on Fox: Johnson vs. Bader. El combate fue declarado empate mayoritario después de que a Makashvili se le descontara un punto en el tercer asalto por un rodillazo y un golpe en el ojo ilegales.

### Legacy Fighting Alliance
Ganó el Campeonato Interino de Peso Pluma de Legacy Fighting Alliance el 10 de agosto de 2018 contra Nate Jennerman en Legacy Fighting Alliance 47 por nocaut en el segundo asalto.

### Regreso a la UFC
Regresó a la UFC para enfrentarse a Mirsad Bektić, en sustitución de Luiz Eduardo Garagorri, el 19 de septiembre de 2020 en UFC Fight Night: Covington vs. Woodley. Ganó el combate por sumisión en el tercer asalto. Esta victoria le valió el premio a la Actuación de la Noche.
Se enfrentó a Ilia Topuria el 5 de diciembre de 2020 en UFC on ESPN: Hermansson vs. Vettori. Perdió el combate por nocaut en el primer asalto.
Estaba programado para enfrentarse a T.J. Laramie el 1 de mayo de 2021 en UFC Fight Night: Font vs. Garbrandt. Sin embargo, a finales de marzo, Laramie se retiró del combate por razones no reveladas, y fue reemplazado por Luke Sanders
Se enfrentó a Charles Rosa el 9 de octubre de 2021 en UFC Fight Night: Dern vs. Rodriguez. Ganó el combate por decisión unánime.
Estaba programado para enfrentar a Joshua Culibao el 12 de marzo de 2022 UFC Fight Night: Santos vs. Ankalaev. Sin embargo, Culibao fue retirado del evento por razones no reveladas y fue sustituido por Kamuela Kirk. Ganó el combate por sumisión en el segundo asalto.
Estaba programado para enfrentarse a Darrick Minner el 4 de junio de 2022 en UFC Fight Night: Volkov vs. Rozenstruik. Sin embargo, por razones no reveladas, Minner fue retirado del evento y fue sustituido por el recién llegado a la promoción Daniel Argueta. Ganó el combate por decisión unánime.
Jackson se enfrentó a Pat Sabatini el 17 de septiembre de 2022 en UFC Fight Night 210. Ganó la pelea por nocaut técnico en el primer asalto. Esta pelea le valió el premio Actuación de la Noche.
Jackson se enfrentó a Dan Ige el 14 de enero de 2023 en UFC Fight Night 217 . Perdió la pelea por nocaut en el segundo asalto. 
Jackson se enfrentó a Billy Quarantillo el 5 de agosto de 2023 en UFC Fight Night 226. Perdió la pelea por decisión unánime. 
Jackson se enfrentó a Alexander Hernandez el 6 de abril de 2024 en UFC Fight Night 240. En los pesajes, Hernández pesó 147,5 libras, una libra y media por encima del límite de pelea sin título de peso pluma. La pelea se desarrolló en el peso acordado y Hernández fue multado con el 20% de su bolsa, que fue para Jackson. Jackson ganó la pelea por decisión dividida. 

## Vida personal
Está casado y tiene cuatro hijas.

## Campeonatos y logros

### Artes marciales mixtas
- Ultimate Fighting Championship
  - Actuación de la Noche (dos veces) vs. Mirsad Bektić y Pat Sabatini[23][39]

- Legacy Fighting Championship
  - Campeonato de Peso Pluma de Legacy FC[11]

- Legacy Fighting Alliance
  - Campeonato Interino de Peso Pluma de LFA[19]

- MMAjunkie.com
  - Sumisión del mes de septiembre de 2020 vs. Mirsad Bektić[48]

## Récord en artes marciales mixtas
| Resultado     | Récord     | Oponente            | Método                                           | Evento                                   | Fecha                    | Ronda | Tiempo | Localización           | Notas |
| ------------- | ---------- | ------------------- | ------------------------------------------------ | ---------------------------------------- | ------------------------ | ----- | ------ | ---------------------- | --- |
| Derrota       | 23-8-1 (1) | Jim Miller          | Sumisión (estrangulamiento por guillotina)       | UFC 309                                  | 16 de noviembre de 2024  | 1     | 2:44   | Las Vegas, Nevada      | |
| Derrota       | 23-7-1 (1) | Chepe Mariscal      | Decisión (Unánime)                               | UFC ON ESPN: Tybura vs Spivak 2          | 10 de agosto de 2024     | 3     | 5:00   | Las Vegas, Nevada      | |
| Victoria      | 23-6-1 (1) | Alexander Hernandez | Decisión (dividida)                              | UFC Fight Night: Sandhagen vs. Song      | 6 de abril de 2024       | 3     | 5:00   | Las Vegas, Nevada      | Pelea de peso pactado en (147,5 libras); Hernández no dio el peso.                                                                                     |
| Derrota       | 22-6-1 (1) | Billy Quarantillo   | Decisión (unánime)                               | UFC on ESPN: Sandhagen vs. Font          | 5 de agosto de 2023      | 3     | 5:00   | Nashville, Tennessee,  | |
| Derrota       | 22-5-1 (1) | Dan Ige             | KO (puñetazo)                                    | UFC Fight Night: Strickland vs. Imavov   | 14 de enero de 2023      | 2     | 4:13   | Las Vegas, Nevada      | |
| Victoria      | 22-4-1 (1) | Pat Sabatini        | TKO (golpes)                                     | UFC Fight Night: Sandhagen vs. Song      | 17 de septiembre de 2022 | 1     | 1:09   | Las Vegas, Nevada      | Actuación de la noche. |
| Victoria      | 21-4-1 (1) | Daniel Argueta      | Decisión (unánime)                               | UFC Fight Night: Volkov vs. Rozenstruik  | 4 de junio de 2022       | 3     | 5:00   | Las Vegas, Nevada      | |
| Victoria      | 20-4-1 (1) | Kamuela Kirk        | Sumisión (estrangulamiento del brazo)            | UFC Fight Night: Santos vs. Ankalaev     | 12 de marzo de 2022      | 2     | 2:42   | Las Vegas, Nevada      | |
| Victoria      | 19-4-1 (1) | Charles Rosa        | Decisión (unánime)                               | UFC Fight Night: Dern vs. Rodriguez      | 9 de octubre de 2021     | 3     | 5:00   | Las Vegas, Nevada      | |
| Derrota       | 18-4-1 (1) | Ilia Topuria        | KO (puñetazo)                                    | UFC on ESPN: Hermansson vs. Vettori      | 5 de diciembre de 2020   | 1     | 2:38   | Las Vegas, Nevada      | |
| Victoria      | 18-3-1 (1) | Mirsad Bektić       | Sumisión (estrangulamiento por guillotina)       | UFC Fight Night: Covington vs. Woodley   | 19 de septiembre de 2020 | 3     | 1:21   | Las Vegas, Nevada      | Actuación de la Noche. |
| Victoria      | 17-3-1 (1) | Mauro Chaulet       | Sumisión (estrangulamiento por detrás)           | LFA 83                                   | 6 de marzo de 2020       | 1     | 2:11   | Dallas, Texas          | |
| Derrota       | 16-3-1 (1) | Movlid Khaibulaev   | KO (rodillazo volador)                           | PFL 2                                    | 23 de mayo de 2019       | 1     | 0:10   | Uniondale, Nueva York  | Ronda de apertura del torneo de peso pluma de PFL 2019.                                                                                                |
| Victoria      | 16-2-1 (1) | Nate Jennerman      | KO (puñetazo)                                    | LFA 47                                   | 10 de agosto de 2018     | 2     | 0:33   | Dallas, Texas          | Ganó el Campeonato Interino de Peso Pluma de LFA. |
| Victoria      | 15-2-1 (1) | Jeremy Spoon        | Sumisión (estrangulamiento por detrás)           | LFA 40                                   | 25 de mayo de 2018       | 2     | 3:59   | Dallas, Texas          | Regreso al peso pluma. |
| Victoria      | 14-2-1 (1) | Chris Pecero        | Sumisión técnica (estrangulamiento del brazo)    | LFA 33                                   | 16 de febrero de 2018    | 1     | 0:38   | Dallas, Texas          | |
| Victoria      | 13-2-1 (1) | Luis Luna           | Sumisión (estrangulamiento por detrás)           | LFA 28                                   | 8 de diciembre de 2017   | 1     | 4:58   | Dallas, Texas          | Regreso al peso ligero. |
| Victoria      | 12-2-1 (1) | Eliazar Rodriguez   | Sumisión (estrangulamiento por detrás)           | LFA 16                                   | 14 de julio de 2017      | 1     | 3:49   | Dallas, Texas          | |
| Derrota       | 11-2-1 (1) | Kevin Aguilar       | KO (puñetazo)                                    | LFA 4                                    | 17 de febrero de 2017    | 3     | 2:59   | Bossier City, Luisiana | Por el Campeonato de Peso Pluma de LFA. |
| Victoria      | 11-1-1 (1) | Charles Cheek III   | Sumisión (estrangulamiento por detrás)           | LFA 1                                    | 13 de enero de 2017      | 2     | 1:24   | Dallas, Texas          | |
| Victoria      | 10-1-1 (1) | Levi Mowles         | Decisión (unánime)                               | Legacy FC 61                             | 14 de octubre de 2016    | 3     | 5:00   | Dallas, Texas          | |
| Empate        | 9-1-1 (1)  | Levan Makashvili    | Empate (mayoritario)                             | UFC on Fox: Johnson vs. Bader            | 30 de enero de 2016      | 3     | 5:00   | Newark, Nueva Jersey   | A Makashvili se le descontó un punto en el tercer asalto por un rodillazo ilegal y un golpe en el ojo.                                                 |
| Sin resultado | 9-1 (1)    | Rony Jason          | Sin resultado (anulado)                          | UFC Fight Night: Condit vs. Alves        | 30 de mayo de 2015       | 1     | 3:31   | Goiânia                | Originalmente una victoria por sumisión (estrangulamiento por triángulo) para Jason; anulada después de que diera positivo por un diurético prohibido. |
| Derrota       | 9-1        | Yancy Medeiros      | Sumisión (estrangulamiento de bulldog invertido) | UFC 177                                  | 30 de agosto de 2014     | 2     | 1:54   | Sacramento, California | Combate de peso ligero. |
| Victoria      | 9-0        | Leonard Garcia      | Sumisión (estrangulamiento del brazo)            | Legacy FC 33                             | 18 de julio de 2014      | 1     | 1:32   | Allen, Texas           | Ganó el Campeonato de Peso Pluma de Legacy FC. |
| Victoria      | 8-0        | Hunter Tucker       | Sumisión (estrangulamiento por detrás)           | Legacy FC 28                             | 21 de febrero de 2014    | 2     | 3:24   | Arlington, Texas       | |
| Victoria      | 7-0        | Javier Obregon      | Sumisión (estrangulamiento del brazo)            | Legacy FC 24                             | 11 de octubre de 2013    | 2     | 4:12   | Dallas, Texas          | Debut en el peso pluma. |
| Victoria      | 6-0        | Keith Miner         | TKO (puñetazos)                                  | Bellator 96                              | 19 de junio de 2013      | 1     | 2:00   | Thackerville, Oklahoma | |
| Victoria      | 5-0        | Anselmo Luna        | Sumisión (barra de brazo)                        | 24/7 Entertainment 9: Enemy of the State | 19 de abril de 2013      | 2     | 1:15   | Odessa, Texas          | |
| Victoria      | 4-0        | Zac Church          | Sumisión (estrangulamiento por detrás)           | Bellator 86                              | 24 de enero de 2013      | 2     | 2:43   | Thackerville, Oklahoma | |
| Victoria      | 3-0        | Zac Church          | Sumisión                                         | KOTC: Unification                        | 8 de diciembre de 2012   | 2     | 3:19   | Tulsa, Oklahoma        | |
| Victoria      | 2-0        | Shelby Graham       | Sumisión (estrangulamiento por detrás)           | Tommy Tran Promotions                    | 17 de noviembre de 2012  | 1     | 4:43   | Branson, Misuri        | |
| Victoria      | 1-0        | Jacob Salyer        | TKO (puñetazos)                                  | War Sports 1                             | 22 de septiembre de 2012 | 1     | 2:23   | Springfield, Misuri    | |